# چنگدو جی-۹
چنگدو جی-۹ (به چینی: 歼-۹) یک هواگرد رهگیر بود که برنامه توسعه آن در جمهوری خلق چین پیگیری می‌شد و پس از مدتی لغو شد. این پروژه در سال ۱۹۶۴ توسط مؤسسه ۶۰۱ (شن‌یانگ) به‌عنوان جایگزینی برای شن‌یانگ جی-۸ پیشنهاد شد. روند توسعه به‌دلیل انقلاب فرهنگی و تغییرات مداوم در نیازمندی‌ها دچار اختلال شد؛ همچنین ادامه توسعه پروژه به مؤسسه ۶۱۱ (چنگدو) منتقل گردید. این برنامه در سال ۱۹۸۰ لغو شد.

## توسعه
تا سال ۱۹۶۴، جنگندهٔ چنگدو جی-۷ برای انجام رهگیری‌های دوربرد در ارتفاع بالا ناکارآمد تلقی می‌شد. در ۲۵ اکتبر همان سال، مؤسسهٔ صنایع هوایی چین همایشی برای بررسی جنگنده‌های آینده برگزار کرد. مؤسسهٔ ۶۰۱ دو پیشنهاد ارائه داد: یک مدل «بزرگ‌مقیاس‌شده» دو موتوره بر اساس جی-۷ که در نهایت به جی-۸ تبدیل شد و گزینه‌ای تک‌موتوره با عملکرد بالاتر که به جی-۹ معروف شد. پروژهٔ جی-۹ از نظر فنی پرریسک بود؛ زیرا بر اساس هیچ طراحی قبلی ساخته نمی‌شد و موتور مورد نیاز آن یک توربوفن مجهز به پس‌سوز با رانش ۸۳ کیلونیوتن (۱۹٬۰۰۰ پوند-نیرو) در حالت خشک و ۱۲۱ کیلونیوتن (۲۷٬۰۰۰ پوند-نیرو) با پس‌سوز بود که هنوز در چین وجود نداشت. در سال ۱۹۶۵، شن‌یانگ دو طرح دلتا و دبل-دلتا را توسعه داد.
در پی همایش وزارت صنایع هوافضا (MAI) در تاریخ ۱۲ تا ۱۷ ژانویه ۱۹۶۶، توسعهٔ پروژه به‌طور رسمی تأیید شد. اما در اول آوریل همان سال، نیازهای جدیدی در زمینهٔ برد، نرخ اوج‌گیری و دوام عملیاتی ابلاغ شد. برنامهٔ توسعه در ۱۲ آوریل به تصویب رسید. مؤسسهٔ شن‌یانگ ابتدا جی-۹اِی-۴ (دلتا با دم و ورودی‌های جانبی) و سپس جی-۹بی-۵ (دلتا بدون دم) را معرفی کرد؛ اما جی-۹اِی-۴ نتوانست نیازها را برآورده کند. انقلاب فرهنگی روند توسعه را متوقف کرد. توسعهٔ جی-۹بی-۵ از سال ۱۹۶۸ از سر گرفته شد. هدف این بود که نمونهٔ اولیه تا بیستمین سالگرد تأسیس جمهوری خلق چین در اکتبر ۱۹۶۹ پرواز کند، اما به‌دلیل مشکلات عمدهٔ فنی این هدف محقق نشد. وزارت صنایع هوافضا تمرکز را دوباره به جی-۹اِی-۴ بازگرداند. همچنین، توسعه به چنگدو واگذار شد، چون مؤسسهٔ شن‌یانگ به‌طور کامل درگیر پروژهٔ جی-۸ بود. وانگ شونان به‌عنوان طراح ارشد جدید منصوب شد.
وزارت دفاع جمهوری خلق چین در ۹ ژوئن ۱۹۷۰ و سپس با اصلاحاتی جزئی در نوامبر همان سال، نیازهای جدیدی برای برد، سرعت و سقف پرواز بیشتر صادر کرد. چنگدو پروژهٔ جی-۹اِی-۴ را کنار گذاشت و طرح جی-۹بی-۵ را به جی-۹بی-۶ تغییر داد. جی-۹بی-۶ دارای پیکربندی دلتا با کنارد (بالچه‌های جلویی) و ورودی‌های جانبی بود؛ طرح ورودی هوای شکمی رد شد. موتور مورد نظر، توربوفن دبلیواس ۶، با مشکلات توسعه‌ای مواجه شد؛ به همین دلیل، نسخهٔ مهندسی معکوس‌شدهٔ موتور خاچاتوروف آر۲۹–۳۰۰ به نام دبلیوپی-۱۵ به‌عنوان جایگزینی ضعیف‌تر انتخاب شد.
در فوریهٔ ۱۹۷۵، نیازمندی‌های پروژه بازنگری شد؛ به‌گونه‌ای که برد بیشتر و تسلیح به چهار فروند موشک پی‌ال-۴ هوا به هوا مدنظر قرار گرفت. در نوامبر همان سال، کمیسیون برنامه‌ریزی دولتی تأمین مالی ساخت پنج نمونهٔ اولیه را تصویب کرد و نخستین پرواز برای پایان سال ۱۹۸۰ یا اوایل ۱۹۸۱ برنامه‌ریزی شده بود. بااین‌حال، این برنامه در سال ۱۹۸۰ لغو شد.

## مشخصات (جی-۹بی-۶)
داده‌ها از 
ویژگی‌های عمومی
- مساحت بال‌ها: ۵۵٫۷ متر مربع (۶۰۰ فوت مربع) شامل کناردها
- وزن خالی: ۱۳٬۰۰۰ کیلوگرم (۲۸٬۶۶۰ پوند)
- پیشرانه: ۱ عدد موتور توربوفن دبلیواس ۶, ۱۲۲٫۵ کیلونیوتن (۲۷٬۵۰۰ پوند-نیرو) thrust   ، یا «دبلیواس-۱۵» (مشتق‌شده از موتور خاچاتوروف آر۲۹–۳۰۰)، توربوجت با رانش ۸۱ کیلونیوتن (۱۸٬۰۰۰ پوند-نیرو)

عملکرد
- حداکثر سرعت: ۲٫۵ در ۲۳٬۰۰۰ متر (۷۵٬۰۰۰ فوت) ماخ
- بُرد: ۲٬۰۰۰ کیلومتر (۱٬۲۰۰ مایل، ۱٬۱۰۰ مایل دریایی)
- نرخ صعود: ۲۲۰ متر بر ثانیه (۴۳٬۰۰۰ فوت بر دقیقه)

تسلیحات

- موشک‌ها: ۴ × موشک هوابه‌هوای پی‌ال-۴

اویونیکس

رادار نوع ۲۰۵